# Chris Johnstone
Chris Johnstone (Perth, 12 ottobre 1960) è un ex tennista australiano.

## Carriera
In carriera ha vinto un titolo di doppio, il South Australian Open nel 1982. Nei tornei del Grande Slam ha ottenuto il suo miglior risultato raggiungendo le semifinali di doppio misto a Wimbledon nel 1982, in coppia con la connazionale Pam Whytcross.

## Statistiche

### Singolare

#### Finali perse (1)
| Numero | Anno             | Torneo                          | Superficie | Avversario in finale | Punteggio     |
| 1.     | 28 dicembre 1982 | South Australian Open, Adelaide | Erba       | Mike Bauer           | 6-4, 6-7, 2-6 |

### Doppio

#### Vittorie (1)
| Numero | Anno             | Torneo                          | Superficie | Compagno | Avversari in finale          | Punteggio     |
| 1.     | 28 dicembre 1982 | South Australian Open, Adelaide | Erba       | Pat Cash | Broderick Dyke Wayne Hampson | 6-3, 6-7, 7-6 |